# Gabrovlje
Gabrovlje je naselje u slovenskoj Općini Slovenskim Konjicama. Gabrovlje se nalazi u pokrajini Štajerskoj i statističkoj regiji Savinjskoj. 

## Stanovništvo
Prema popisu stanovništva iz 2002. godine naselje je imalo 83 stanovnika.